# Carburación
Carburación es el proceso de carburar; mezclar el aire atmosférico con los gases o vapores de los carburantes para hacerlos combustibles o detonantes. Este proceso, en la mecánica de automoción se realizaba en la pieza denominada carburador y actualmente mediante un sistema de inyección electrónica.
En metalurgia, en cambio, el proceso de carburación es en el que se combinan el carbono y el hierro para producir el acero, y que en la industria siderúrgica se realiza en los altos hornos.
Hay tres procedimientos para realizar la carburación del acero: carburación en fase sólida (o "en caja"), en fase líquida (en un baño de cloruros) y en fase gaseosa (con gases como metano, etano o monóxido de carbono).
Un tipo de proceso de carburación de aceros se denomina "cementación" (aceros cementados).

## Paronimia
- Carburo
- Carborundum